# Dioon oaxacensis
Dioon oaxacensis — вид голонасінних рослин класу саговникоподібні (Cycadopsida).

## Опис
Dioon oaxacensis можна легко визначити за його плоскими, жорсткими, прямими листочками, косо вставленими до рахісів, та за його великими репродуктивними структурами.

## Поширення, екологія
Ендемік Оахаки, Мексика. Популяції D. oaxacensis зазвичай трапляються в сухих місцях проживання, ростуть на скелястих схилах пагорбів та спільно проживають з рослинами, добре відомими щодо пристосування до посушливості.